# Presque parfaite
Presque parfaite (Almost Perfect) est une sitcom américaine en 34 épisodes de 23 minutes, créée par Robin Schiff, Ken Levine et David Isaacs et diffusée entre le 17 septembre 1995 et le 30 octobre 1996 sur le réseau CBS. La série a été rediffusée en décembre 1997 sur la chaîne Lifetime dont les 6 derniers épisodes inédits ont été diffusés.
En France, la série a été diffusée entre le 19 janvier et le 7 septembre 1998 sur Jimmy.

## Synopsis
Cette série met en scène la vie surmenée que mène Kim Cooper, scénariste à Hollywood. Tout juste promue productrice d'une série policière intitulée Blue Justice, elle doit à la fois ménager l'ego des acteurs et stimuler la créativité de ses trois coscénaristes : Gary, l'éternel névrosé, Neal, l'excentrique hippie sur le retour, et Rob, le jeune provincial naïf...
Amoureuse d'un procureur, également très occupé, elle doit sans cesse jongler avec son emploi du temps afin de concilier vies professionnelle et amoureuse.

## Distribution
- Nancy Travis (VF : Michèle Lituac) : Kim Cooper
- Kevin Kilner (VF : François Leccia) : Mike Ryan (saison 1)
- Chip Zien (VF : Olivier Destrez) : Gary Karp
- Matt Letscher (VF : Jean-François Pagès) : Rob Paley
- David Clennon (VF : Thierry Mercier) : Neal Luder
- Lisa Edelstein (VF : Déborah Perret) : Patty Karp
- Sarah Ann Morris : Shannon
- Mary Jo Smith : Denise

## Épisodes

### Première saison (1995-1996)
1. Je suis Gregory Peck (I'm Gregory Peck)
2. Pour conclure (Now, Where Were We?)
3. Un après-midi de chien (A Dog Day Afternoon)
4. Le Pari (My Way)
5. Allô dodo, bobo (Your Place or Mine?)
6. La Pêche aux sentiments (Princess of the City)
7. Le Retour de l'ex (The Ex-Files)
8. Un week-end d'enfer - 1re partie (The Lost Weekend - Part 1)
9. Un week-end d'enfer - 2e partie (The Lost Weekend - Part 2)
10. Panne des sens (Presumed Impotent)
11. Trois mois déjà (Love Hurts)
12. Le Coup de foudre (Risky Christmas)
13. Le premier qui craquera (Mind Games)
14. Madame sans zen (Overly Meditated)
15. Poulet frit (El Pollo Loco)
16. Vengeance (Auto Neurotic)
17. Eros et Cupidon (A Midseason Night's Sex Comedy)
18. Sérénade à six (Suites for the Sweet)
19. La coupe est pleine (Being Fired Means Never Having to Say You're Sorry)
20. Mike fait son cinéma (Lights, Camera, Mike?!)
21. Qui a deux maisons (The Hunted House)
22. Ça déménage - 1re partie (Moving In - Part 1)
23. La Guerre de sourires - 2e partie (Moving In - Part 2)
24. C'est dans la boîte (It's a Wrap!)

### Deuxième saison (1996-1997)
1. L'avez vous bien descendu ? (The Break-Up)
2. Ami ou amant ? (Shelf Doubt)
3. Sortez vos mouchoirs (Good Grief)
4. Aide-toi, le ciel t'aidera (Heaven's Helper)
5. Les taux se resserrent (Dating for Ratings)
6. La Prédiction (Where No Woman Has Gone Before)
7. La Soupe populaire (Gimme Shelter)
8. La dragueuse a bonne mine (K.I.S.S.)
9. Quand le Canada rit… (The Laws)
10. Quiproquo (This Is What Happens When You Don't Watch Problems)